# Li Xiaohui (Rollstuhltennisspielerin)
Li Xiaohui (chinesisch 李晓辉; * 28. September 1999 in Shijiazhuang) ist eine chinesische Rollstuhltennisspielerin.

## Karriere
Li Xiaohui spielt seit 2020 international, sie konnte mehrere Turniere niedrigerer Kategorie gewinnen. Ihr bevorzugter Belag ist Hartplatz. 2024 konnte sie sich für alle Grand-Slam-Turniere qualifizieren. In Wimbledon erreichte sie im Einzel das Viertelfinale, wo sie Aniek van Koot in einem knappen Dreisatzmatch unterlag. Im Doppel konnte sie sowohl in Paris als auch in Wimbledon an der Seite von Zhu Zhenzhen das Halbfinale erreichen. 2025 trat sie im Doppel mit ihrer Landsfrau Wang Ziying an, dabei konnten die beiden in Melbourne und Wimbledon Grand-Slam-Titel gewinnen.
Li Xiaohui nahm an den Paralympischen Spielen 2024 in Paris teil. Im Einzel unterlag sie im Viertelfinale der späteren Bronzemedaillengewinnerin Aniek van Koot, im Doppel verpasste sie mit Zhu Zhenzhen nur knapp eine Medaille. Im Spiel um Platz drei unterlagen die beiden dem zweiten chinesischen Doppel Guo Luoyao und Wang Ziying in zwei Sätzen.
Am 11. Mai 2024 gewann Li Xiaohui beim World Team Cup gegen die Weltranglistenerste und vielfache Grand-Slam-Siegerin Diede de Groot und beendete damit deren Serie von 145 Siegen in Folge.

## Leistungsbilanz bei den Grand-Slam-Turnieren

### Einzel
| Turnier         | 2024 | 2025 | Karriere |
| --------------- | ---- | ---- | -------- |
| Australian Open | 1    | HF   | HF       |
| French Open     | 1    | HF   | HF       |
| Wimbledon       | VF   | 1    | VF       |
| US Open         |      |      | —        |

### Doppel
| Turnier         | 2024 | 2025 | Karriere |
| --------------- | ---- | ---- | -------- |
| Australian Open | VF   | S    | S        |
| French Open     | HF   | F    | F        |
| Wimbledon       | HF   | S    | S        |
| US Open         |      |      | —        |